# Куусберґ Пауль
Куусберґ Пауль (ест. Paul Kuusberg нар. 30 квітня 1916, Ревель — пом. 21 січня 2003, Таллінн) — радянський та естонський письменник. Народний письменник Естонської РСР (1972), Герой Соціалістичної Праці (1984).

## Життєпис
Куусберґ Пауль народився 30 квітня 1916 року в Ревелі Естляндської губернії. Працював на будовах до війни. Активний учасник Червневого заколоту 1940 року в Таллінні, член робітничого збройного загону. Після заколоту став партійнім та профспілковим активістом.
У роки Другої світової війни Пауль Куусберґ служив політруком в Естонському стрілецькому корпусі, працював фронтовим журналістом. Куусберґ звільненій у запас майором, 1945 року, і повернувся до Естонії.
З 1948 року займався літературною критикою. Працював після війни в газеті «Голос народу» ест. «Rahva Hääl», головним редактором літературного часопису «Лоомінґ» ест. «Looming».
Випускник Вищої партійної школи в Москві, член КПРС з серпня 1940 по 1991 рік.
З 1976 по 1983 роки Куусберґ очолював правління Спілки письменників ЕССР.
Помер у Таллінні 21 січня 2003 на 86-му році життя.

## Доробок
Твори Пауля Куусберґа заслужено мають широку популярність, перекладені багатьма мовами.

### Романи
- 1959 — «Вставляю слово»;
- 1960 — «Друге я Енна Кальмі»;
- 1961 — «Подія з Андресом Лапетеусом»;
- 1962 — «Полум'я під попелом»;
- 1966 — «У розпалі літа»;
- 1972 — «Одна ніч»;
- 1976 — «Дощові краплі»;
- 1980 — «Ой, бруднуля наша кішка…», збірник оповідань;

### Екранізації творів
- 1968 — «Люди в солдатських шинелях» / ест. Inimesed sõdurisinelis (за мотивами роману «Два „я“ Енна Кальма»)
- 1966 — «Що трапилося з Андресом Лапетеусом?» / ест. Mis juhtus Andres Lapeteusega? (екранізація роману «Подія з Андресом Лапетеусом»)
- 1979 — «Чоловік і соснова мутовка» / ест. Mees ja mänd (за повістю «З пташкою в голові»)

## Премії та нагороди
Нагороджений 3 орденами, а також медалями.
- 1984 — Герой Соціалістичної Праці;
- 1984 — Орден Леніна;
- 1984 — Медаль «Серп і Молот»;
- 1978 — Премія ім. Фрідеберта Туґласа;
- 1976 — Державна премія Естонської РСР;
- 1976 — Орден Леніна;
- 1972 — Премія імені Ю.Смуула;
- 1972 — Народний письменник ЕССР;
- 1966 — Заслужений письменник ЕССР;
- 1966 — Орден Трудового Червоного Прапора;
- 1965 — Державна премія Естонської РСР.
- 1943 — Орден «Знак Пошани»;
- 1943 — Орден Вітчизняної війни II ступеня;
- 1943 — Медаль «За відвагу».